# Stob
Stob je četrt mesta Domžale, nekoč pa je bila samostojna vas. Ime izhaja iz staroslovanščine, pomeni pa »vzvišen«. V njej se nahajata Radio Hit in PGD Stob Depala vas. Tu so Kulturni dom Franca Bernika Domžale, Mestni kino Domžale, Banka NLB Domžale, Osnovna šola Venclja Perka. Prešernova in Ljubljanska cesta sta glavni v Stobu. Od strogega središča mesta ga ločuje železniška proga. 
Je sedež četrtne skupnosti Venclja Perka, pod katero spada tudi Depala vas.
V Stobu je tudi Stobski kamen, ki se nahaja na začetku Stoba.